# Cârșa Roșie, Caraș-Severin
Cârșa Roșie este un sat în comuna Șopotu Nou din județul Caraș-Severin, Banat, România.